# Julen Etxabeguren
Julen Etxabeguren Leanizbarrutia (Madrid, 7 marzo 1991) è un calciatore spagnolo, difensore svincolato.

## Carriera

### Club
Il 1º luglio 2015 viene acquistato dalla squadra scozzese del Dundee.